# Всеправославный собор
Всеправосла́вный собо́р (греч. Πανορθόδοξη Σύνοδος, официальное название — «Святой и Великий собор Православной церкви», греч. ‘Η Ἁγία καὶ Μεγάλη Σύνοδος τῆς ’Ορθοδόξου ’Εκκλησίας, также Критский собор) — собор предстоятелей и представителей десяти из 14 общепризнанных поместных Православных церквей, состоявшийся в июне 2016 года в Колимвари, Греция. Первоначально, согласно решению, принятому на встрече глав и представителей поместных Православных церквей под председательством патриарха Константинопольского Варфоломея 6—9 марта 2014 года в соборе Святого Георгия в Стамбуле, Собор планировался к «созыву Вселенским патриархом в Константинополе в 2016 году, если не произойдёт ничего непредвиденного»; в качестве места для проведения Собора предполагался храм Святой Ирины в Стамбуле. Однако в январе 2016 года по настоянию Московского патриархата в связи с резким обострением российско-турецких отношений его проведение было назначено с 16 по 27 июня 2016 года на греческом острове Крите, также находящемся в юрисдикции Константинопольского патриархата (полуавтономная Критская православная церковь). Официальное открытие работы Собора состоялось 20 июня.
Православная церковь ныне признаёт семь Вселенских соборов, последний из которых состоялся в VIII веке (Второй Никейский). Таким образом, планировавшийся к проведению Всеправославный собор должен был стать первым более чем за тысячу лет.
После совместной подготовительной работы и единогласного решения о проведении Собора, в последние недели перед его открытием от участия отказались четыре из 14 общепризнанных автокефальных Церквей: Антиохийская, Грузинская, Болгарская, Русская. О намерении отказаться от участия в Соборе также заявляла Сербская церковь, но за несколько дней до открытия Собора пересмотрела своё решение. Отсутствовала также Православная церковь в Америке, поскольку Константинопольский Патриархат, организовывавший данный собор, не признаёт её автокефалии. Итоговое послание Собора, среди прочего, предлагает «учредить Святой и Великий собор в качестве регулярно действующего института». Существуют официально озвученные противоречия между Церквями в оценке статуса Собора.
Собор вынес постановления по вопросам принятой повестки, в частности, по вопросу о канонической организации Православной Диаспоры, то есть православных на территориях, которые не закреплены в пределах исключительной юрисдикции какой-либо поместной церкви. Полный текст постановлений собора доступен на нескольких языках, включая русский, на официальном сайте собора.

## История подготовки Собора

### Предыстория
Идея созыва Вселенского собора (в рамках Православной церкви) выдвигалась Константинопольским патриархатом в конце 1860-х годов в связи с болгарской схизмой, но была отвергнута российским правительством.
Всеправославное совещание 1923 года в Константинополе не признано в статусе Собора полнотой Церкви.
Патриарх Константин VI предложил созвать в 1925 году Вселенский собор в Иерусалиме, что не получило практической поддержки иных Церквей.
В июне 1930 года в Ватопедском монастыре заседала межправославная подготовительная комиссия Предсобора, на которую были приглашены от Российской церкви как обновленцы, так и патриархия митрополита Сергия (Страгородского), но намеченный на июнь 1932 года Предсобор не состоялся.
Практическая работа по подготовке Собора велась с перерывами с сентября 1961 года, когда состоялось I Родосское Всеправославное совещание, — на заседаниях Всеправославных предсоборных совещаний и межправославных подготовительных комиссий. Состоялись в общей сложности пять Всеправославных предсоборных совещаний (Шамбези, 1976; 1982; 1986; 2009; 2015) и шесть межправославных подготовительных комиссий (Женева, 1971; Шамбези, 1986; 1990; 1993; 1999 и 2009). Десятилетний перерыв в работе подготовительных комиссий был вызван осложнением в отношениях между Московским и Константинопольским патриархатами из-за разногласий по вопросу церковного устройства в Эстонии (отношения между двумя патриархатами были окончательно возобновлены в полном формате в 2009 году).
Состоявшаяся в октябре 2008 года в Стамбуле встреча предстоятелей и представителей Поместных православных церквей сделала возможным возобновление сотрудничества в подготовке собора.
В конце мая 2010 года патриарх Варфоломей, находясь с визитом в России, сообщил, что совместно с патриархом Московским Кириллом они приняли решение «ускорить процесс созыва Святого Великого Собора православной Церкви».

### Совещание глав Православных поместных церквей в марте 2014 года
В 2014 году патриарх Константинопольский Варфоломей как первый по чести православный иерарх пригласил предстоятелей Православных церквей встретиться в марте, чтобы обсудить деятельность подготовительного комитета Всеправославного собора и попытаться решить возникшие вопросы (предшествующая встреча была проведена в 2008 году также в Стамбуле).
На совещании 6—9 марта 2014 года в Стамбуле присутствовали делегации 13 Поместных православных церквей: Константинопольской, Александрийской, Антиохийской, Иерусалимской, Русской, Грузинской, Сербской, Румынской, Болгарской, Кипрской, Элладской, Албанской и Польской.
Участники собрания, среди прочего, приняли решение о создании специальной Межправославной комиссии в составе одного архиерея и одного советника от каждой автокефальной Церкви. Работа комиссии должна была проходить с сентября 2014 года до Святой Пасхи 2015 года. В её задачи входили пересмотр ряда подготовленных в ходе предсоборного процесса документов, редактирование, если это будет необходимо, текстов уже принятых документов, касающихся таких тем повестки дня Собора, как «Календарный вопрос», «Препятствия к браку», «Значение поста и его соблюдение сегодня».
Было принято также решение собрать в первой половине 2015 года Предсоборное всеправославное совещание с целью принять, наряду со всеми иными пересмотренными документами, документ «Автономия в Православной церкви и порядок её провозглашения», проект которого был ранее составлен Межправославной подготовительной комиссией в декабре 2009 года.
Кроме того, в рамках Подготовительной комиссии было предложено продолжить обсуждение ещё двух, обсуждавшихся во время подготовительного этапа, тем — «Автокефалия в Православной церкви и порядок её провозглашения» и «Диптихи». В случае достижения консенсуса в их отношении они также должны были быть предложены на рассмотрение Всеправославного предсоборного совещания 2015 года, а затем — Всеправославного собора.
По окончании совещания было принято «Послание предстоятелей Православных церквей».
Решения состоявшегося 6—9 марта 2014 года собрания и его послание были подписаны Вселенским патриархом Варфоломеем, папой и патриархом Александрийским Феодором II, патриархом Святого града Иерусалима и всей Палестины Феофилом III, патриархом Московским и всея Руси Кириллом, католикосом-патриархом всея Грузии Илиёй II, патриархом Сербским Иринеем, патриархом Румынским Даниилом, патриархом Болгарским Неофитом, архиепископом Новой Юстинианы и всего Кипра Хризостомом II, архиепископом Афинским и всей Эллады Иеронимом, архиепископом Тиранским и всей Албании Анастасием, митрополитом Варшавским и всей Польши Саввой.
С сентября 2014 года начала работать специальная межправославная подготовительная комиссия. Затем, в первой половине 2015 года, должно собраться Всеправославное предсоборное совещание.

### Предсоборное совещание глав церквей 21—27 января 2016 года
В обращении Патриарха Варфоломея к предстоятелям и представителям предстоятелей поместных Православных церквей в Шамбези 22 января 2016 года было перечислено 10 тем, принятых на 1-м предсоборном совещании 1976 года (православная диаспора; порядок провозглашения автокефалии; порядок провозглашения церковной автономии; диптих; общий календарь; препятствия к браку; адаптация правил о посте; отношения с другими христианскими конфессиями; экуменизм; вклад поместных православных церквей в претворение в жизнь христианских идеалов мира свободы братства и любви между народами) и отмечено, что не удалось достичь общеправославного консенсуса по 2-м из них: автокефалии и диптиху.
Согласно сообщению по итогам совещания, которое завершилось 27 января, официально утверждённые для вынесения на Святой Собор и для принятия им темы таковы: Миссия Православной Церкви в современном мире, Православная диаспора, Автономия и способ её провозглашения, Таинство брака и препятствия к нему, Значение поста и соблюдение его сегодня, Отношения Православной Церкви с остальным христианским миром.

### Дальнейшая подготовка и противоречия
В январе 2016 года Антиохийская Патриархия, согласно факсимиле, опубликованному греческим порталом Romfea.gr в июне, отказалась подписать бумагу о своём согласии участвовать в Соборе. Тем не менее представители Константинополя говорили о том, что согласие дали все церкви.
16 апреля 2016 года на заседании Священного Синода РПЦ состоялось предварительное обсуждение состава делегации РПЦ на всеправославном соборе. 4 мая список участников был опубликован после дополнительного согласования всеми членами Священного Синода. По словам архиепископа Гавриила (Чемодакова): «Ещё в апреле, казалось, все были убеждены, что Русской Православной Церкви следует принять участие в этой встрече. Были уже забронированы номера в гостинице, приобретены билеты. <…> Но в процессе урегулирования оставшихся несогласованными пунктов, выяснилось — Константинополь не даёт ответа на поставленные вопросы. Это молчание Фанара всё и решило».
3 июня 2016 года Патриарх Кирилл на заседании Синода РПЦ предложил созвать не позднее 10 июня Предсоборное совещание.
3 июня Канцелярия Священного Синода Болгарской Православной Церкви подтвердила, что Болгарская Церковь не примет участия во Всеправославном Соборе. Указанное синодальное решение было принято единогласно, его официально подписали Патриарх Болгарский Неофит и митрополиты — члены Св. Синода Болгарской Православной Церкви. Решение разослано всем предстоятелям поместных Православных церквей. Отменён полёт правительственного самолёта, который должен был доставить на Крит делегацию БПЦ-БП.
6 июня состоялось чрезвычайное заседание Священного Синода Вселенского Патриархата с участием всех пребывающих в Константинополе епископов, на котором был рассмотрен ход подготовки Всеправославного Собора. Священный Синод отказался обсуждать предложения поместных Церквей и констатировал, что пересмотр уже запланированного соборного процесса выходит за пределы всех институциональных рамок.
9 июня Сербская Церковь предложила отложить проведение Всеправославного Собора до решения проблемных вопросов.
10 июня Грузинская Церковь отказалась от участия в собрании на острове Крит, мотивировав отказ содержащимися догматическими, каноническими и терминологическими ошибками в предлагаемом Константинополем тексте решения.
12 июня Священный Синод Грузинской Церкви принял решение не участвовать во Всеправославном соборе на том основании, что «не удалось восстановить евхаристический союз между Церквами Антиохии и Иерусалима», «не были учтены рекомендации Грузинской Церкви о необходимости поправок в ряде документов», в том числе документов «Таинство Брака и препятствия к нему» и «Миссия Православной Церкви в современном мире».
13 июня на экстренном заседании Священного Синода Русской Церкви было решено, что Русская Православная Церковь не примет участие во Всеправославном Соборе на Крите и обратится к Константинопольскому Патриарху с просьбой о переносе сроков проведения собора.

### Украинский вопрос
16 июня 2016 года, в преддверии открытия Собора, Верховная рада Украины приняла обращение к Патриарху Варфоломею с просьбой «признать недействительным акт 1686 года», а также «принять активное участие в преодолении последствий церковного разделения путём созыва под эгидой Вселенского Патриархата Всеукраинского объединительного собора с целью решения всех спорных вопросов и объединения украинского православия; ради блага Православной Церкви на Украине и целостности украинского народа издать Томос об автокефалии Православной Церкви на Украине, на основе которого она сможет занять достойное место в семье поместных православных церквей». 20 июня обращение с призывом о предоставлении автокефалии принял также Всемирный конгресс украинцев. В поддержку обращения выступили митрополит Черкасский и Каневский Софроний (Дмитрук), экс-спикер УПЦ, руководитель Открытого православного университета святой Софии-Премудрости протоиерей Георгий Коваленко, была создана петиция на Change.org. По мнению украинских парламентариев, признание независимости украинской Церкви исправит историческую несправедливость, а именно то, что в 1686 году киевская митрополия была передана из юрисдикции Константинопольского патриархата в подчинение Москвы, что по мнению Рады, означало религиозную аннексию Украины.
Московский Патриархат уже за несколько дней до принятия постановления Радой раскритиковал обращение депутатов, а 16 июня пресс-служба МП заявила: «Вместо того, чтобы заниматься своей прямой работой — принятием законов, обеспечивающих защиту достоинства украинцев и укрепление общественного согласия, Рада решила стать самозваным органом управления межцерковными отношениями». В ходе работы Собора член организационного комитета Собора клирик Американской архиепископии священник Александрос Карлуцос в интервью для российских журналистов обращение украинских депутатов к Патриарху Варфоломею назвал «слишком дерзким шагом с их стороны», ибо, по его мнению, украинские политики не должны касаться вопроса о признании автокефалии Церкви. Собор на Крите не рассматривал и официально не комментировал украинский вопрос. Сербский патриарх Ириней, разговаривая с журналистами, назвал его проблемой «не только России и Украины, но всей Церкви в целом».
В конце июля 2016 года полномочный представитель Собора архиепископ Телмисский Иов (Геча) (Константинопольский патриархат), имевший 28 июля 2016 года встречу с президентом Украины, заявил, среди прочего, для украинского СМИ: «Вселенский Патриарх не раз заявлял, что Константинополь является Матерью-Церковью для Украинской Церкви. Он не раз подчёркивал, что является духовным отцом украинцев. И поэтому Вселенский Патриарх постоянно следит и переживает за состояние Православной Церкви в Украине. Тем более, после того, как обратилась Верховная Рада Украины в Константинопольский Патриархат с просьбой предоставить каноническую автокефалию, эта просьба была рассмотрена на последнем Синоде, и Синод решил отдать этот вопрос комиссии для серьёзного, надлежащего изучения этой проблемы. Так что Константинополь этим занимается». Архиепископ Иов также отметил, что все поздние автокефалии, начиная с предоставления автокефалии Московской кафедре в 1589 году, даровались в ответ на просьбу со стороны государственных властей и были обусловлены появлением новых международно-политических реалий: «Новая волна автокефалий всегда была в ответ на политические обстоятельства — создание нового государства или новой империи».
В декабре 2020 года митрополит Иларион (Алфеев) сказал, что тема автокефалии обсуждалась на протяжении всего процесса подготовки всеправославного собора: «мы практически договорились о том, что автокефалия в дальнейшем не будет предоставляться единолично решением вселенского патриарха, что предоставление автокефалии будет возможно только с согласия всех поместных церквей. Оставалось только договориться о том, в какой форме будут стоять подписи под томосом об автокефалии — на эту тему достичь договорённости не удалось. И что тогда произошло? Патриарх Варфоломей разослал письма в поместные православные церкви с предложением снять тему автокефалии с повестки дня и провести всеправославный собор. Мы на это предложение согласились».

## Формат собора
От поместных Церквей на Всеправославном соборе присутствовали по 24 архиерея, и все решения Собора принимались после достижения единого мнения между Церквами, то есть консенсусом. При этом каждая поместная Церковь на соборе имела один голос: «Церковь не может представлять два различных мнения — её мнение должно быть сформулировано так, чтобы выражать общее мнение всего епископата, духовенства, верующего народа».
На Всеправославном соборе председательствовал «первый среди равных» Константинопольский патриарх, однако он сидел в окружении предстоятелей других поместных Православных церквей.
Официальными языками были греческий, русский, французский и английский, а также использовался арабский как рабочий язык.
Богослужение в День Святой Троицы прошло в Соборе Святого Мины. Рабочие заседания прошли в православной академии Крита в местечке Колымвари.

## Критика собора до его проведения

### Эсхатологические ожидания
Существует мнение, что 8-й Вселенский Собор (к которому, по некоторым критериям, относят Всеправославный Собор) будет предшествовать эсхатологическим событиям. Реагируя на это, официальный представитель Московской Патриархии Владимир Легойда отметил в марте 2014 года, что предстоящий собор некорректно называть вселенским.
Митрополит Иларион (Алфеев) в 2012 году критиковал кампанию против созыва Собора, развёрнутую, по его мнению «некоторыми маргинальными СМИ»: «Существуют интернет-сайты, где размещается дезинформация относительно различных аспектов, связанных с предсоборным процессом. Приводятся высказывания святых отцов, прозвучавшие некогда по другим поводам и произвольно вырванные из контекста. Те же приёмы используются и в распространяемых порой в наших храмах анонимных листовках, в которых перспектива созыва Собора рассматривается как нечто устрашающее. Иногда раздаются призывы и вовсе отказаться от общения с другими поместными Церквами. Верующих пугают тем, что грядущий Собор станет „антихристовым“, потому что на нём якобы будут приняты решения, идущие вразрез с учением Церкви, её догматами, канонами и правилами: введут женатый епископат, отменят посты, пересмотрят основы вероучения. И тогда православным христианам не останется ничего другого, как покинуть ограду „официальной“ Церкви и искать иные пути спасения. Подобные рассуждения не только не имеют под собой реальных оснований, но и свидетельствуют о незнании или умышленном искажении теми, кто их распространяет, исторических фактов и церковной традиции». В октябре 2015 года заявил: «Всеправославный собор должен стать фактором укрепления нашего церковного единства в эпоху, когда православие в этом особенно нуждается».
3 февраля 2016 года на пресс-конференции митрополит Иларион (Алфеев) заявил: «Вокруг готовящегося Собора распространялось и, к сожалению, продолжает распространяться довольно большое количество разного рода слухов… Говорят, например, что это будет „Восьмой Вселенский Собор“. И есть такое народное поверье, что Восьмой Вселенский Собор — это будет антихристов собор, что на нем заключат унию с католиками, что на нём отменят все посты, введут второбрачие духовенства, что это будет модернистский собор и так далее. Мы в Отделе внешних церковных связей каждый день получаем по два-три письма от православных верующих из разных уголков нашей Родины, содержащих призыв „не ехать на Восьмой Вселенский Собор“, „не ехать на антихристов собор“. В последнее время число этих писем значительно возросло — очевидно, в связи с появлением информации о том, что состоится Всеправославный Собор. Вчера сотрудники нашей канцелярии мне доложили, что поступило 43 таких письма, то есть примерно в пятнадцать раз больше, чем среднестатистическое количество подобных посланий в день»

### Критика формата собора и подготовленных документов
В мае 2016 года Братия афонского монастыря Кутлумуш подробно изложила свои соображения о некоторых опубликованных документах, высказав опасение, что игнорирование мнения верующих по содержанию соборных документов может привести к возникновению раскола. Насельники афонского монастыря высказывают мнение, что предстоящий Собор напоминает скорее «совещание предстоятелей, а не Всеправославный Собор». Предоставление права голоса только предстоятелям церквей и участие ограниченного числа епископов от каждой поместной Церкви невольно способствует проникновению в Православную Церковь «богословия примата». Братия Кутлумуша называет непоследовательным для «Единой, Святой, Соборной и Апостольской Церкви признавать существование других христианских церквей», которые на самом деле являются отколовшимися от Церкви людьми. Выражается надежда, что «грядущий Собор не будет игнорировать решения Соборов, прошедших при участии святого Фотия и святого Григория Паламы <…> Если этого не будет сделано, тем самым будет продемонстрировано, что Православная Церковь не принимает богословие после седьмого Вселенского Собора». Помимо этого, братия Кутлумуша заявляет о «непонимании целесообразности присутствия на Всеправославном Соборе инославных наблюдателей».
На заседании Священного Синода Элладской Церкви были высказаны критические замечания в отношении документов Всеправославного Собора — «Отношение Православной Церкви к остальному христианскому миру» и «Миссия Православной Церкви в современном мире». Митрополит Киринийский подчеркнул, что создаётся впечатление, будто «мы признаём существование других церквей». И далее он обратил внимание на то, что одно — это использование некоторых терминов во время диалога, а совершенно иное — это их употребление в документах всемирного масштаба, которые необходимо расценивать как «священные».
Митрополит Савватий (Антонов) в июне 2016 года отмечал недостатки готовящегося собора: отказ решать проблему юрисдикционной принадлежности Катара, отсутствие консенсуса по поводу предложенных документов, и особенно взнос в 250 тысяч евро от каждой делегации для участия в соборе.
Пресс-секретарь Патриарха Московского и всея Руси Кирилла священник Александр Волков отметил: «мы получили на руки уже готовые решения по всем направлениям, в том числе по организационно-протокольному и информационному. Каких-либо предварительных согласований, обсуждений с представителями Поместных Церквей не было. Нам просто сообщили, что будет так. Вот такие будут у нас цвета бейджей, такая-то эмблема Всеправославного Собора, такой-то логотип, такой-то сайт… И хотя сайт, посвящённый Всеправославному Собору, можно сказать, достаточно продуманный ресурс, однако, когда он был презентован Православным Церквам, нас просто поставили перед фактом, что „через два дня мы этот ресурс запускаем“. И здесь не в том дело, что решение о цвете бейджей должны принимать все 14 Поместных Церквей, подобные вопросы действительно могут находиться в компетенции технического оргкомитета. Но никто не предложил Церквам схему решения этих вопросов. И это, к сожалению, характеризует общую стилистику подготовительного процесса. Так происходило по всем направлениям <…> оглашённый на всеправославной подготовительной встрече на Крите предварительный бюджет Собора у представителей Церквей вызвал большое недоумение. Озвученные цифры не были ничем обоснованы, а говоря простым русским языком, взяты с потолка <…>. Вместо того чтобы, как предлагалось ещё в Шамбези, сформировать отдельную бюджетную комиссию для обсуждения финансовой стороны дела, было просто объявлено, что примерный бюджет Собора составляет столько-то миллионов долларов. Дальше эта цифра была как бы поровну поделена между всеми Поместными Православными Церквами. Хотя очевидно, что одна и та же сумма — в общем, немаленькая для любой православной Церкви — может быть более-менее посильной для многочисленной поместной церкви и практически неподъёмной для другой. Эти вопросы, опять же, никак предварительно не обсуждались, не проговаривались».

## Повестка (темы)
Из десяти тем, изначально (в 1976 году) предусмотренных к рассмотрению на Соборе, только шесть наименее спорных были утверждены в процессе предварительной подготовки документов:
- Миссия Православной церкви в современном мире;
- Православная диаспора;
- Автономия и средства её достижения;
- Таинство брака и то, что ему угрожает;
- Важность поста и его соблюдение сегодня;
- Отношения Православной церкви с остальным христианским миром.

## Члены делегаций

### Константинопольская церковь
26 мая 2016 года был объявлен состав делегации Константинопольской Православной Церкви:
- Патриарх Константинопольский Варфоломей (Архондонис)
- Архиепископ Карельский и всей Финляндии Лев (Макконен)
- митрополит Таллинский и всей Эстонии Стефан (Хараламбидис)
- митрополит Пергамский Иоанн (Зизиулас)
- архиепископ Американский Димитрий (Тракателлис)
- митрополит Германский Августин (Лабардакис)
- архиепископ Критский Ириней (Афанасиадис)
- митрополит Денверский Исаия (Хронопулос)
- митрополит Атлантский Алексий (Панайотопулос)
- митрополит Принкипонисский Иаков (Софрониадис)
- митрополит Пройконисский Иосиф (Харкиолакис)
- митрополит Филадельфийский Мелитон (Карас)
- митрополит Галльский Эммануил (Адамакис)
- митрополит Дарданелльский Никита (Лулиас)
- митрополит Детройтский Николай (Писсарис)
- митрополит Сан-Францисский Герасим (Михалеас)
- митрополит Киссамский и Селинский Амфилохий (Андроникакис)
- митрополит Корейский Амвросий (Зографос)
- митрополит Селимврийский Максим (Вгенопулос)
- митрополит Адрианопольский Амфилохий (Стергиу)
- митрополит Диоклийский Каллист (Уэр)
- митрополит Иерапольский Антоний (Щерба), глава Украинской православной церкви в США (в юрисдикции Константинопольского Патриархата)
- архиепископ Тельмессоский Иов (Геча), постоянный представитель Константинопольского Патриархата при Всемирном Совете Церквей
- архиепископ Хариупольский Иоанн (Реннето), глава Экзархата русских приходов в Западной Европе (в юрисдикции Константинопольского Патриархата)
- епископ Нисский Григорий (Тацис), глава Карпато-Русской епархии в США (в юрисдикции Константинопольского Патриархата).

### Александрийская церковь
состав:
- Папа и Патриарх Александрийский Феодор II.
- Митрополит Аксумский Петр (Якумелос) (Эфиопия)
- Митрополит Леонтопольский Гавриил (Рафтопулос) (Египет)
- Митрополит Найробский Макарий (Тиллиридис) (Кения)
- Митрополит Кампальский Иона (Луанга) (Уганда)
- Митрополит Зимбабвийский Серафим (Киккотис) (Зимбабве)
- Митрополит Нигерийский Александр (Яннирис) (Нигерия)
- Митрополит Трипольский Феофилакт (Дзумеркас) (Ливия)
- Митрополит мыса Доброй Надежды Сергий (Киккотис) (ЮАР)
- Митрополит Киренейский Афанасий (Киккотис), Представитель Александрийского Патриархата в Москве
- Митрополит Карфагенский Алексий (Леонтаритис) (Тунис)
- Митрополит Мванцкий Иероним (Музейи) (Танзания)
- Митрополит Гвинейский Георгий (Владимиру) (Гвинея)
- Митрополит Ермупольский Николай (Антониу) (Египет)
- Митрополит Иринупольский Димитрий (Захаренгас) (Танзания)
- Митрополит Йоханнесбургский и Преторийский Дамаскин (Папандрэу) (ЮАР)
- Митрополит Мадагаскарский Игнатий (Сеннис) (Мадагаскар)
- Митрополит Птолемейский Эммануил (Кьяйас) (Египет)
- Митрополит Камерунский Григорий (Стергиу) (Камерун)
- Митрополит Мемфийский Никодим (Приангелос) (Египет)
- Митрополит Катангский Мелетий (Камилудис) (Демократическая Республика Конго)
- Епископ Браззавильский и Габонский Пантелеимон (Арафимос) (Конго)
- Епископ Бурундийский и Руандский Иннокентий (Бьякатонда) (Бурунди)
- Епископ Мозамбикский Хризостом (Карагунис) (Мозамбик)
- Епископ Ниерский и Кенийских гор Неофит (Конгай) (Кения)

### Иерусалимская церковь
состав:
- Патриарх Иерусалимский Феофил III
- Митрополит Филадельфийский Венедикт (Цекурас): Амман, Иордания
- Архиепископ Константинский Аристарх (Перистерис): Иерусалим
- Архиепископ Иорданский Феофилакт (Георгиадис): Иерусалим
- Архиепископ Анфидонский Нектарий (Селалматзидис): Представитель Иерусалимского Патриархата в Константинополе
- Архиепископ Пелльский Филумен (Махамре): Ирбет, Иордания

### Сербская церковь
состав:
- Митрополит Белградско-Карловацкий и Патриарх Сербский Ириней
- Архиепископ Охридский Иоанн (Вранишковский): Скопье, Македония
- Митрополит Черногорский и Приморский Амфилохий (Радович): Цетине, Черногория
- Митрополит Загребско-Люблянский Порфирий (Перич): Загреб, Хорватия
- Епископ Сремский Василий (Вадич): Сремски Карловцы, Сербия
- Епископ Будимский Лукиан (Пантелич): Сентендре, Венгрия
- Епископ Средне-Американский Лонгин (Крчо): Грэйслейк, Иллинойс, США
- Епископ Бачский Ириней (Булович): Нови Сад, Сербия
- Епископ Зворницко-Тузлинский Хризостом (Евич): Зворник, Босния
- Епископ Жичский Иустин (Стефанович): Кралево, Сербия
- Епископ Враньский Пахомий (Гачич): Вранье, Сербия
- Епископ Шумадийский Иоанн (Младенович): Крагуевач, Сербия
- Епископ Браничевский Игнатий (Мидич): Позеравач, Сербия
- Епископ Далматинский Фотий (Сладоевич): Сиберник, Хорватия
- Епископ Бихачско-Петровацкий Афанасий (Ракита): Босанский Петровач, Босния
- Епископ Будимлянский и Никшичский Иоанникий (Мичович): Никшич, Босния
- Епископ Захумско-Герцеговинский Григорий (Дурич): Требинье, Босния
- Епископ Вальевский Милутин (Кнежевич): Вальево, Сербия
- Епископ Западно-Американский Максим (Василевич): Альхамбра, Калифорния, США
- Епископ Австралийский и Новозеландский Ириней (Добриевич): Александрия, Австралия
- Епископ Крушевачский Давид (Перович): Крушевач, Сербия
- Епископ Славонский Иоанн (Чулибрк): Пакрач, Хорватия
- Епископ Австрийский и Швейцарский Андрей (Чилерджич): Вена, Австрия
- Епископ Франкфуртский и Германский Сергий (Каранович): Франкфурт-на-Майне, Германия
- Епископ Тимокский Иларион (Голубович): Заечар, Сербия

### Румынская церковь
состав:
- Патриарх Румынский Даниил.
- Митрополит Молдавский Феофан (Саву)
- Митрополит Семигорский Лаврентий (Стреза)
- Митрополит Клужский Андрей (Андрейкуц)
- Митрополит Ольтенийский Ириней (Попа)
- Митрополит Банатский Иоанн (Сележан)
- Митрополит Западно- и Южно-Европейский Иосиф (Поп)
- Митрополит Германский и Центрально- и Северо-Европейский Серафим (Жоантэ)
- Митрополит Тырговиштский Нифон (Михэйцэ)
- Архиепископ Альба-Юльский Ириней (Поп)
- Архиепископ Рымникский Варсонофий (Годжеску)
- Архиепископ Романский и Бузэуский Иоаким (Джосану)
- Архиепископ Нижне-Дунайский Кассиан (Крэчун)
- Архиепископ Арадский Тимофей (Севичу)
- Архиепископ Северо- и Южно-Американский Николай (Кондря)
- Епископ Орадийский Софроний (Дринчек)
- Епископ Северинский и Стрехайский Никодим (Николэеску)
- Епископ Тулчинский Виссарион (Бэлцат)
- Епископ Сэлажский Петроний (Флоря)
- Епископ Венгерский Силуан (Мэнуилэ)
- Епископ Итальянский Силуан (Шпан)
- Епископ Испанский и Португальский Тимофей (Лауран)
- Епископ Северо-Европейский Макарий (Дрэгой)
- Епископ Плоештский Варлаам (Мертикарю), Патриарший викарий, секретарь Св. Синода
- Епископ Ловиштенский Емилиан (Ника)

### Кипрская церковь
состав:
- Архиепископ Кипрский Хризостом II
- Митрополит Пафоcский Георгий (Папахризостому).
- Митрополит Китийский Хризостом (Махериотис)
- Митрополит Киренийский Хризостом (Папатомас)
- Митрополит Лимассольский Афанасий (Николау)
- Митрополит Морфский Неофит (Масурас)
- Митрополит Константийский и Аммохостский Василий (Караянис)
- Митрополит Киккский и Тиллирийский Никифор (Киккотис)
- Митрополит Тамасский и Оринисский Исаия (Киккотис)
- Митрополит Тримифунтский Варнава (Ставровуниотис)
- Епископ Карпасийский Христофор (Циаккас)
- Епископ Арсинойский Нектарий (Спиру)
- Епископ Амафунтский Николай (Тимиадис)
- Епископ Лидрский Епифаний (Махериотис)
- Епископ Хитрский Леонтий (Энглистриотис)
- Епископ Неапольский Порфирий (Махериотис)
- Епископ Месаорийский Григорий (Хаджиураниу)

### Элладская церковь
9 марта 2016 года на внеочередном заседании Священного Синода Элладской Православной Церкви утверждён состав делегации на Всеправославный собор:
- Архиепископ Афинский и всея Эллады Иероним
- митрополит Илийский Герман (Параскевопулос)
- митрополит Мантинийский и Кинурийский Александр (Пападопулос)
- митрополит Артский Игнатий (Алексиу)
- митрополит Ларисский и Тирнавский Игнатий (Лаппас)
- митрополит Никейский Алексий (Врионис)
- митрополит Навпактский Иерофей (Влахос) — отказался от участия на Соборе в связи с тем, что на соборе участвуют не все епископы, а также не включён в повестку ряд вопросов.
- митрополит Самосский и Икарийский Евсевий (Пистолис)
- митрополит Касторийский Серафим (Папакостас)
- митрополит Флоринский Феоклит (Пассалис)
- митрополит Кассандрийский Никодим (Коракис)
- митрополит Серрский Феолог (Апостолидис)
- митрополит Сидирикострский Макарий (Филофеу)
- митрополит Филиппский Прокопий (Цакумакас)
- митрополит Перистерийский Хризостом (Каламатианос)
- митрополит Дидимотихский Дамаскин (Карпафакис)
- митрополит Димитриадский Игнатий (Георгакопулос)
- митрополит Идрский и Эгинский Ефрем (Стенакис)
- митрополит Мессинийский Хризостом (Савватос)
- митрополит Ахарнонский и Петрупольский Афинагор (Дикеакос)
- митрополит Кифиссийский Кирилл (Мисьякулис)
- митрополит Лангадасский Иоанн (Тассиас)
- митрополит Никопольский Хризостом (Циринкас)
- митрополит Иерисcкий Феоклит (Афанасопулос)
- митрополит Новой Ионии Гавриил (Папаниколау)

### Албанская церковь
состав:
- Митрополит Бератский, Влёрский, Канинский и всей Музакии Игнатий (Триантис).
- Митрополит Корчинский, Поградецкий, Колонийский, Девольский и Воскопойский Иоанн (Пелуши).
- Митрополит Гирокастра Димитрий (Дикбасанис).
- Митрополит Аполлонии и Фиеры Николай (Хюка).
- Митрополит Эльбасана Антоний (Мердани).
- Мирополит Амантии Нафанаил (Стергиу).
- Епископ Вилидский Астий (Бакалбаши).

### Польская церковь
делегация:
- Митрополит Варшавский и всея Польши Савва (Грыцуняк)
- Архиепископ Люблинский и Хелмский Авель (Поплавский)
- Архиепископ Лодзьский и Познанский Симон (Романчук)
- Архиепископ Белостоцкий и Гданьский Иаков (Костючук)
- Епископ Горлицкий Паисий (Мартынюк), викарий Перемышльской епархии

Советники
- Протоиерей Андрей Кузьма
- Архимандрит Андрей (Борковский)
- Протоиерей Анатолий Шиманюк

### Церковь Чешских земель и Словакии
состав:
- архиепископ Прешовский, митрополит Чешских земель и Словакии Ростислав (Гонт)
- архиепископ Пражский и Чешских земель Михаил (Дандар)
- епископ Шумперкский Исаия (Сланинка), викарий Оломуцкой епархии

Советник
- Архимандрит Серафим (Шемятовский): Москва

### Церкви, не участвовавшие в Соборе
- Антиохийская православная церковь.
- Болгарская православная церковь.
- Грузинская православная церковь.
- Русская православная церковь.

## Программа
Собор проходил с 17 по 26 июня 2016 г.:
17 июня.
- 9:00-17:30 — Собрание (синаксис) предстоятелей автокефальных Православных Церквей (Критская православная академия).

18 июня
- 8:00 — Утреня
- 9:30 — Божественная литургия. Литургию совершит Патриарх Александрийский Феодор II
- 18.30 — Приём для предстоятелей автокефальных Православных Церквей.
- 19:00 — Славословие и вечерня Пятидесятницы.

19 июня
- 8.00 — Утреня Пятидесятницы.
- 9:00 — Божественная литургия.
- 11:30 — Вечерня Пятидесятницы.
- 14:00 — Официальный банкет от имени президента Греческой Республики Пропокописа Павлопулоса для предстоятелей автокефальных Православных Церквей.

20 июня
- 7:30 — Божественная литургия
- 11:00-14:00 — Открытие Святого и Великого собора. Критская православная академия.
- 15:30 — Брифинг для прессы.
- 16:00-19:30 — II сессия Святого и Великого собора.
- 20:00 — Концерт, посвящённый Микису Теодоракису.

21 — 24 июня
- 8:00 — Божественная литургия.
- 9:30-13:30 — сессии собора.
- 15:30 — Брифинг для прессы.
- 17:00-19:30 — сессии собора.

25 июня
- 8:00 — Божественная литургия.
- 9:30-13:30 — XV и XVI сессии собора.
- 15:30 — Брифинг для прессы.
- 17:00-19:30 — Заключительная сессия собора.

26 июня
- 8:00 — Утреня.
- 9:00 — Соборная Божественная литургия.

## Итоги и их рецепция. Оценка статуса Собора

### Позиция Константинопольского Патриархата
В ходе работы Собора его полномочный представитель, иерарх Константинопольского патриархата архиепископ Телмисский Иов (Геча) заявил для СМИ, что принятые на нём решения будут обязательны для всех православных Церквей. В интервью РИСУ он отметил: «В принципе, Собор прошёл успешно, в том смысле, что все документы, которые были подготовлены и согласованы во всеправославном процессе подготовки, были приняты. Конечно, с несколькими поправками, но эти поправки минимальны и содержание документов они не меняют по сути. Поэтому мы считаем, что Собор прошёл успешно. Жаль, конечно, что четыре Церкви отказались в нём участвовать. <…> К сожалению, эти Церкви приняли такое решение, и теперь сами несут ответственность за такое решение.».
18 ноября 2016 года Константинопольский патриарх Варфоломей направил Архиепископу Афинскому письмо с просьбой увещевать некоторых представителей греческого православного духовенства, отвергающих «Святой и Великий Собор». Согласно документу, Патриарх Варфоломей оставил за собой право разорвать церковное и евхаристическое общение с этими священнослужителями, если греческие церковные власти решат не действовать по просьбе патриарха, чтобы наказать их.

### Реакция православных церквей

#### Канонических
27 июня 2016 года Священный синод Антиохийской православной церкви принял заявление в связи с Собором на Крите, говорившее, что принятые Собором документы не обязательны для Антиохийского патриархата; Священный синод Антиохийской церкви признал Собор «предварительным собранием на пути к Всеправославному собору», а принятые на ней документы — не имеющими окончательного характера и открытыми для дискуссий.
В пресс-релизе заседания Архиерейского синода Русской православной церкви заграницей (являющейся самоуправляемой частью Русской православной церкви), состоявшегося 30 июня — 1 июля 2016 года данный собор был назван «Собором Предстоятелей и представителей Поместных Православных Церквей, собравшихся на Крите».
Священный синод Русской православной церкви на заседании 15 июля 2016 года, назвав собор на Крите «Собором Предстоятелей и иерархов десяти Поместных Православных Церквей», постановил, среди прочего: «Признать, что состоявшийся на Крите Собор явился важным событием в истории соборного процесса в Православной Церкви, начатого Первым всеправославным совещанием на острове Родос в 1961 году. <…> Констатировать, что проведение Собора при отсутствии согласия со стороны ряда автокефальных Православных Церквей нарушает [принцип консенсуса], вследствие чего состоявшийся на Крите Собор не может рассматриваться как Всеправославный, а принятые на нём документы — как выражающие общеправославный консенсус. <…> Поручить Синодальной библейско-богословской комиссии по получении официально заверенных копий одобренных Собором на Крите документов опубликовать их и изучить, принимая также во внимание могущие поступить отклики и замечания Преосвященных архиереев, духовных учебных заведений, богословов, клириков, монашествующих и мирян. По итогам всестороннего изучения представить выводы Священному Синоду». В декабре 2017 года Архиерейский Собор Русской православной церкви утвердил предыдущее постановление Священного Синода, в котором говорилось, что РПЦ не признаёт собор на Крите Всеправославным, а его решения обязательными для исполнения всеми Православными церквями. В феврале 2020 года в связи с отказом ряда поместных православных церквей участвовать в совещании в Аммане, митрополит Иларион (Алфеев) заявил: «Отсутствие тех или иных Церквей в Аммане не сделает встречу менее значимой. В своё время, когда четыре Церкви объявили об отказе участвовать в Критском соборе, патриарх Варфоломей все равно его провёл, и решения этого собора в Церквах, принимавших в нём участие, считаются обязательными».
16 ноября 2016 года Священный Синод Александрийской православной церкви принял документ «Оценка Святого и Великого Собора на Крите Священным Синодом Александрийского Патриархата», где давалась восторженная оценка данного собора: «Этот Собор является крайне важным событием в жизни Православной Церкви, который стал свидетелем единства, ответственности и беспокойства за будущее мира. Собор — был, есть, и будет великим чудом „встречи и сосуществования в те дни“ Православных Церквей. Этот новый опыт будет постепенно расшифрован и принесёт новые плоды в Православном мире». Также выражалась надежда, что «в ближайшем будущем на Соборах, которые с Божией помощью последуют, будут преодолены недочёты и слабости этого Собора»
29 ноября 2016 года Священный синод Болгарской православной церкви объявил Собор на Крите «ни Великим, ни Святым, ни Всеправославным», подверг критике соборный документ «Отношение Православной Церкви к остальному христианскому миру», заявил о допущенных участниками Собора «организационных и богословских ошибках», а некоторые из принятых на Соборе документов назвал «содержащими несоответствия православному церковному учению, догматическому и каноническому преданию Церкви» и в связи с этим решил, что принятые Собором документы подлежат дальнейшему богословскому обсуждению «с целью исправления, редактирования, внесения правок или замены другими (новыми документами) в духе и предании Церкви».
16 декабря 2016 года Священный синод Румынской православной церкви принял коммюнике, в котором отметил, что критики Собора ведут борьбу с несуществующими угрозами и вводят в заблуждение клириков и верующих, выступил в защиту экуменической деятельности православных, которая «не представляет собой догмата веры, но является духовной позицией диалога и соработничества между Церквами», выразил удивление «неканонической и агрессивной позицией» некоторых священников и иерархов соседних церквей — Русской и Элладской, которые разворачивают «вызывающую волнения деятельность в епархиях Румынской Патриархии» и предупредил, что «клирики, монашествующие и прихожане, вовлечённые в мятежные и клеветнические действия в отношении Собора на Крите, пренебрегающие тем фактом, что Собор может быть оценён лишь другим Собором, будут призваны к порядку в миротворческом диалоге и каноническом разъяснении касательно серьёзности раскола и нарушении мира и единства Церкви. Также будут наложены дисциплинарные административные и канонические санкции, чтобы призвать к порядку тех клириков, монашествующих и прихожан, которые упорствуют в мятеже и расколе, нарушая мир и единство Церкви».

#### Неканонических
Священный синод Украинской православной церкви Киевского патриархата (не признаваемой другими каноническими Православными церквями) на заседании, проходившем 27 июля 2016 года, постановил признать собор на Крите «Святым и Великим Собором Православной Церкви», «считать позицию Поместных Церквей, которые отвергают авторитет этого Великого Собора, не обоснованной и порождённой проникновением в церковную среду чуждых ему мирских рассуждений, вдохновлённых духом этнофилетизма и этатизма, что наносит вред как пастве этих Церквей, так и всей Православной Церкви», «отметить, что авторитет соборных решений исходит не от того, что они принимаются всеми участниками определённого Собора консенсусом или большинством голосов, а от соответствия этих решений истине, выявленной в полноте Предания Православной Церкви» и «признать общецерковный авторитет принятых Святым и Великим Собором Православной Церкви документов», а также обозначил свою позицию по ряду вопросов, поднятых на Соборе (отношения с другим христианским миром, осуждение фундаментализма в разных религиях как выражения болезненной религиозности и разрешение свершения таинства брака православных с инославными).

### Реакция других христианских деноминаций
В мае 2016 года глава Украинской грекокатолической церкви, верховный архиепископ Киево-Галицкий Святослав (Шевчук) написал письмо Константинопольскому Патриарху, в котором выразил свою поддержку Собору, отметив, что «многие из иерархов, собравшихся подумать о проблемах, которые стоят перед Православной Церковью, могут быть удивлены, узнав, что Глава Церкви, которую часто описывают как наибольшую преграду для экуменического диалога, будет поддерживать вас искренней молитвой, чтобы Божье присутствие действительно ощущалось во всех ваших обсуждениях, ведь „где двое или трое собраны во имя Моё, там Я посреди них“ (Мф. 18:20)» и предложив Собору «обсудить возможность реализации совместных проектов по истории для „очищения памяти“ и исцеления ран прошлого». В ответ, в августе 2016 года, Константинопольский Патриарх поблагодарил Главу УГКЦ за поддержку Всеправославного собора и заверил, «что наша склонность к диалогу с нашими родственными Церквами была в подавляющем большинстве поддержана во время соборных сессий и официально отражена в заключительных документах».
19 июня 2016 года Папа Римский Франциск призвал католиков молиться вместе с «православными братьями» об успешном проведении Всеправославного собора.

### Реакция отдельных деятелей
Профессор Московской духовной академии Алексей Светозарский отметил: «У нас был такой интересный опыт, когда в 1948 году состоялось совещание глав и представителей Православных Церквей в Москве. Оно задумывалось Сталиным как не только Всеправославный Собор, но и включающий Древневосточные православные церкви. В реальности из этого ничего не получилось. Были приняты довольно важные документы, но, поскольку греческие Церкви фактически бойкотировали совещание, они не считали и не считают для себя эти постановления обязательными. То же самое будет и здесь. <…> с самого начала не нужно было называть критский форум Собором. Сама заявленная повестка дня ничтожна, потому что действительно актуальных проблем, накопившихся в православном мире, она просто не включает: какие-то общие слова и, видимо, в перспективе — желание распространить некие амбиции, воспользовавшись общей политической ситуацией в мире».
По мнению богослова протодиакона Андрея Кураева:

Собор сам себя аннулировал тогда, когда отказался издавать современный свод канонического права с обоснованием своего права на это деяние. Многие трудности церковной жизни возникли именно из-за невозможности применить буквальное понимание некоторых канонов и уставных требований к жизни людей. Причем практика показывает, что давление на людей во имя этих канонов приводит к разрушению семей и уходу людей из Церкви. Снять это напряжение путём изменения людей и понуждения их к святости — нереально. Необходимость ввергать множество людей в режим фрустрации тоже сомнительна. Слишком много за века накопилось «преданий старцев» — авторитетных и запрещающих правил. Снять это избыточное давление многовековых накоплений можно лишь, честно сказав с вершины церковной власти: «переборщили». Но каноны в ежедневных проповедях и ставленнических присягах объявляются неизменными и нередактируемыми, а Великий Собор отказался канонически обосновывать свою собственную полномочность в пересмотре канонов и уставов. Это означает, что любое его решение немедленно будет обстреливаться цитатами из тех самых канонов. Поиски неуязвимых с этой точки зрения решений привели к отказу от решений. Чтобы удовлетворить всех, «не порождать народных нестроений и расколов», решили ограничиться повторением уже знакомого прихожанам набора фраз. <…> Собор, который замышлялся как пиар-картинка «Торжества Православия», стал срамнейшей демонстрацией нашей наготы. Ни единства. Ни богословского содержания. Ни мужества видеть проблемы, признавать их и решать.

Епископ Бачский Ириней (Булович) раскритиковал как формат собора так и документ «Отношение Православной Церкви к остальному христианскому миру»: «епископы — члены собора имели право высказаться, но не имели права голоса. На соборе вместо принятого апостолами и заповеданного святыми отцами правила „один муж — один голос“ действовало другое правило: „одна Автокефальная Церковь — один голос“. Другими словами, имеют право голоса только Предстоятели Поместных Церквей. Из этого новоявленного правила вытекает следующее: 1) Собор представляется не как Институт одного и единого Тела Церковного, но как парламентское подобие, состоящее из независимых и самодостаточных Церквей; 2) Собрание Предстоятелей Церквей действует, по сути, как коллективный папа (вне зависимости от того, хотим ли мы это честно признать или сознательно закрываем на это глаза); 3) Преднамеренно или нет, но собор умаляется до уровня собрания Предстоятелей Поместных Церквей, которые просто имеют расширенное сопровождение». Сам документ он назвал имеющим «экклесиологически двусмысленное и сомнительное содержание, в некоторых местах на грани еретического учения <…> весь текст от начала до конца, по моему мнению, является непоправимым и неприемлемым, так как представляет собой несовместимое смешение православных по своей сути положений и „экуменической“ по своему духу и интонации терминологии».
Архимандрит Кирилл (Говорун) написал целую книгу о данном соборе «#Кунсткамера Великого и Ужасного», в которой оценивает собор со сдержанным оптимизмом, но позволил себе и критику, в том числе написал, что принятые документы «откровенно слабы», а про формат отметил: «Соборно утверждено ноу-хау, придуманное ещё в начале 1990-х Патриархом Варфоломеем — институт Синаксисов. <…> Да и сам Собор по сути больше напоминал расширенный Синаксис, поскольку решения на нём все равно принимали главным Предстоятели (которые даже вкушали отдельно от прочих делегатов). Так что можно считать, что Синаксис отныне — это главный православный институт соборности. Всеправославный собор должен стать постоянно действующим институтом».
Клирик Западноевропейского экзархата Константинопольского патриархата диакон Александр Занемонец назвал следующие решения собора наиболее важными: «Был подтверждён общецерковный статус некоторых соборов, происходивших после тех семи, которые имеют статус Вселенских. Это Собор 879 года, который состоялся в Константинополе при патриархе Фотии — он осудил нововведения Западной Церкви, притом с согласия папских представителей! Соборы XIV века, на которых было признано учение св. Григория Паламы, великого Отца Церкви, об исихазме».
Собор вызвал серьёзную оппозицию на Афоне. По окончании собрания на Крите более 50 монахов-келиотов в открытом письме Священному Киноту и игуменам афонских монастырей назвали собор «разбойничьим» и «антиправославным», призвав прекратить поминовение Константинопольского Патриарха Варфоломея. Авторы обращения привели 12 доводов. Среди них отмечалось, что Собор следовал «новым подходам по темам и в практике», не стал собирать всех епископов и нарушил православную соборность, использовал антиправославные методы. «Не было достаточной информации у православной общественности, вместо этого скрывались решения в рамках предсоборного процесса». Собор, по мнению авторов документа, узаконивает официально и на высшем уровне ересь экуменизма, а другие ереси, «наконец, достигли своей цели — признания сект церквами», то есть «папство, как и другие еретики, признаются церквами». В письме также говорилось о том, что собор игнорировал роль монашества и особенно отношение Афона к папству и экуменизму.
Американский профессор-теолог Элизабет Продрому считает, что «Собор позволит Православной Церкви дать прочное теологическое основание для глобального взаимодействия [православных церквей]».